# Frigidoalvania cruenta
Frigidoalvania cruenta är en snäckart som först beskrevs av Nils Hjalmar Odhner 1915.  Frigidoalvania cruenta ingår i släktet Frigidoalvania och familjen Rissoidae. Inga underarter finns listade i Catalogue of Life.